# Masacre de Fort Hood
La masacre de Fort Hood fue una masacre en un tiroteo que ocurrió el jueves 5 de noviembre de 2009, en Fort Hood, localizado a las afueras de Killeen, Texas, la base militar estadounidense más poblada en el mundo. Un sujeto empezó a disparar a los soldados en el Soldier Readiness Center, matando a 13 personas e hiriendo a otras 30.
El perpetrador, Mayor Nidal Malik Hasan, un psiquiatra del Ejército estadounidense, recibió un disparo por oficiales civiles, quedando herido de gravedad. Después del incidente, Hasan fue hospitalizado, puesto inicialmente en un ventilador, bajo extrema vigilancia policial.

## Terrorismo
El presidente de la comisión de Seguridad Interna del Senado de los Estados Unidos, Joe Lieberman dijo en un comunicado el 7 de noviembre que había indicios de que el perpetrador del tiroteo se había convertido en un "islamista extremista". "Si eso es cierto, el asesinato de esas 13 personas fue un acto terrorista", agregó. Lieberman, excandidato demócrata a la vicepresidencia, aseguró basar sus palabras en datos privilegiados de la investigación. En otras versiones difundidas por diarios como The New York Times sugieren que Nidal Malik Hasan, el psiquiatra militar musulmán que disparó a mansalva en Fort Hood, actuó solo.  A pesar de eso, las fuentes citadas por el diario enfatizaron en que no hay que descartar la posibilidad de que el psiquiatra castrense, de 39 años -que iba a ser enviado a Afganistán contra su voluntad- haya querido perpetrar un atentado suicida. Aunque a 72 horas después de la masacre más mortal en el seno de las Fuerzas Armadas de los Estados Unidos la frase más citada fue la advertencia que hizo el presidente Barack Obama de no sacar "conclusiones precipitadas antes de que conozcamos todos los hechos".

## Perpetrador
El perpetrador de la masacre que dejó 13 muertos en la base de Fort Hood, recobró la conciencia el lunes 9 de noviembre y las autoridades esperan que explique qué lo llevó a perpetrar la sangrienta masacre. Nidal Hasan, de 39 años, resultó herido de cuatro balazos durante el tiroteo y fue hospitalizado, a pesar de que inicialmente las autoridades indicaron que había muerto. Sin embargo, luego  que Nidal recuperara la conciencia, dijo sus primeras palabras después del incidente desde el hospital donde se encuentra internado. En agosto de 2013 fue condenado a muerte por un juzgado militar de los Estados Unidos.

## Personas fallecidas en el tiroteo
Las trece personas asesinadas fueron:
| Rango (u ocupación)              | Nombre               | Edad | Ciudad                   |
| -------------------------------- | -------------------- | ---- | ------------------------ |
| Civil (Asist. físico)            | Michael Grant Cahill | 62   | Spokane, Washington      |
| Mayor                            | L. Eduardo Caraveo   | 52   | Woodbridge, Virginia     |
| Sargento del Estado Mayor        | Justin M. DeCrow     | 32   | Plymouth, Indiana        |
| Capitán                          | John Gaffaney        | 56   | Serra Mesa, California   |
| Especialista                     | Frederick Greene     | 29   | Mountain City, Tennessee |
| Especialista                     | Jason Dean Hunt      | 22   | Tipton, Oklahoma         |
| Sargento                         | Amy Krueger          | 29   | Kiel, Wisconsin          |
| Soldado de Primera Clase         | Aaron Thomas Nemelka | 19   | West Jordan, Utah        |
| Soldado de Primera Clase         | Michael Pearson      | 22   | Bolingbrook, Illinois    |
| Capitán                          | Russell Seager       | 51   | Racine, Wisconsin        |
| Soldado de Primera Clase         | Francheska Velez     | 21   | Chicago, Illinois ‡      |
| Teniente coronel (Asist. física) | Juanita Warman       | 55   | Pittsburgh, Pensilvania  |
| Soldado de Primera Clase         | Kham Xiong           | 23   | San Paulo, Minnesota     |

‡ Francheska Velez estaba embarazada al momento de su asesinato y a punto de empezar la baja por maternidad.